# Partit Republicà Italià
Partit Republicà Italià (italià Partito Republicano Italiano o PRI) és el més antic de tots els partits italians en actiu. A més és l'únic que manté des de la seva fundació el nom, el símbol i els ideals. Es va fundar a Bolonya el 12 d'abril de 1895. Els polítics més destacats del PRI són pare i fill, Ugo La Malfa deu anys al capdavant i Giorgio La Malfa, catorze. Com tots els partits menys el Partit Nacional Feixista va ser prohibit durant la dictadura de Benito Mussolini.

## Refundació i secretaria de Ugo La Malfa
Després de l'arribada de la democràcia en els anys quaranta es reconstituí el partit. Des de les primeres eleccions de 1948 el PRI aposta pel centre i d'acord, participa en la coalició centrista governant fins a 1957, any en el qual retiren el suport al govern democristià. En 1965, Ugo La Malfa, el més important polític republicà, és escollit secretari general. El PRI torna a entrar en la coalició governant amb el nou lideratge fins a 1974, on desacords econòmics expulsen els republicans del govern.
La crisi dels anys 70 va fer que en el 79 La Malfa rebés l'encàrrec de formar govern. Sent això gairebé impossible sense el suport de la Democràcia Cristiana, rebutja l'encàrrec i el PRI obté la vicepresidència en el govern del democristià Giulio Andreotti. Poc després moriria La Malfa, deixant orfes de líder als republicans. Giovanni Spadolini serà el nou secretari. Amb ell el PRI participarà en el pentapartito italià, que va unir als més importants partits excepte el comunista durant els anys 80.

## Secretaria de Giorgio La Malfa
Després de ser escollit Spadolini president del senat, els republicans nomenaren Giorgio La Malfa, fill de l'històric cap Ugo La Malfa, com nou secretari. Portant com bandera les qüestions morals duria al PRI a l'oposició en els primers anys dels noranta. Durant l'escàndol de corrupció, conegut com a Mans netes, el PRI sortiria pràcticament indemne. La Malfa va dimitir momentàniament mentre va ser investigat per la fiscalia i en ser declarat innocent va retornar a la secretària del partit.
Encara que no patís escàndols de corrupció, la falta de confiança en els partits tradicionals sí que el va afectar. Així, en les eleccions de 1994 passà de 37 senadors i diputats a només 15. Per aquest fracàs nombrosos dirigents van abandonar el partit. Uns es van unir a Forza Italia de Silvio Berlusconi, altres a Demòcrates d'Esquerres i alguns van acabar a La Margarida. Només va quedar una diputada afí als republicans. Malgrat la sagnia de militants, el PRI va seguir existint i en 1995 decidí entrar en L'Olivera, coalició de centreesquerra. Va seguir baixant el nombre de votants en les eleccions de 1994, on el PRI va aconseguir solament dos diputats i dos senadors.
En la legislatura va haver-hi petites escissions de dirigents contraris a la permanència en l'Olivera. En concloure el govern, en el XLII Congrés celebrat a Bari es decidí abandonar la coalició de centreesquerra i adherir-se a la Casa de les Llibertats de Berlusconi. Aquesta decisió duria al 5% dels congressistes (una diputada entre ells) a abandonar el partit i crear el Movimento Repubblicani Europei. En canvi, van tornar al PRI els petits partits creats durant l'adhesió a l'Olivera.
El 2001, Giorgio La Malfa abandonar la secretaria general després de 14 anys per a assumir la presidència del partit. Li substituïx el diputat Francesco Nucara. En abril del 2005 el PRI entraria en el govern, assumint La Malfa la cartera de Política Comunitària i Nucara la vicecartera de medioambiente. Les eleccions del 2006 donarien tres parlamentaris republicans i es mantindrien dintre de la coalicción de centredreta. La Malfa abandonaria el partit el 2006, per diferències enfront del referèndum constitucional de reforma federalista. Mentre la coalicción a la qual pertany el PRI demanava el sí, La Malfa decidí donar suport al no, dimitint del seu lloc de president del partit en considerar-lo incompatible.

## Resultats electorals

### Parlament Italià
| Any  | Líder                                           | Vots                                            | %                                               | Diputats                                        | +/−                                             | Vots                                            | %                                               | Senadors                                        | +/-                                             |
| ---- | ----------------------------------------------- | ----------------------------------------------- | ----------------------------------------------- | ----------------------------------------------- | ----------------------------------------------- | ----------------------------------------------- | ----------------------------------------------- | ----------------------------------------------- | ----------------------------------------------- |
| 1897 | Giovanni Bovio                                  | 60,833 (4t)                                     | 5.0                                             | 25 / 508                                        | Nou                                             |                                                 |                                                 |                                                 |                                                 |
| 1900 | Napoleone Colajanni                             | 79,127 (5è)                                     | 6.2                                             | 29 / 508                                        | 4                                               |                                                 |                                                 |                                                 |                                                 |
| 1904 | Napoleone Colajanni                             | 75,225 (5è)                                     | 4.9                                             | 24 / 508                                        | 5                                               |                                                 |                                                 |                                                 |                                                 |
| 1909 | Napoleone Colajanni                             | 81,461 (5è)                                     | 4.4                                             | 23 / 508                                        | 1                                               |                                                 |                                                 |                                                 |                                                 |
| 1913 | Napoleone Colajanni                             | 102,102 (7è)                                    | 2.0                                             | 8 / 508                                         | 15                                              |                                                 |                                                 |                                                 |                                                 |
| 1919 | Salvatore Barzilai                              | 53,197 (10è)                                    | 0.9                                             | 9 / 508                                         | 1                                               |                                                 |                                                 |                                                 |                                                 |
| 1921 | Eugenio Chiesa                                  | 124,924 (8è)                                    | 1.9                                             | 6 / 535                                         | 3                                               |                                                 |                                                 |                                                 |                                                 |
| 1924 | Eugenio Chiesa                                  | 133,714 (9è)                                    | 1.9                                             | 7 / 535                                         | 1                                               |                                                 |                                                 |                                                 |                                                 |
| 1929 | Prohibició del partit durant la Itàlia Feixista | Prohibició del partit durant la Itàlia Feixista | Prohibició del partit durant la Itàlia Feixista | Prohibició del partit durant la Itàlia Feixista | Prohibició del partit durant la Itàlia Feixista | Prohibició del partit durant la Itàlia Feixista | Prohibició del partit durant la Itàlia Feixista | Prohibició del partit durant la Itàlia Feixista | Prohibició del partit durant la Itàlia Feixista |
| 1934 | Prohibició del partit durant la Itàlia Feixista | Prohibició del partit durant la Itàlia Feixista | Prohibició del partit durant la Itàlia Feixista | Prohibició del partit durant la Itàlia Feixista | Prohibició del partit durant la Itàlia Feixista | Prohibició del partit durant la Itàlia Feixista | Prohibició del partit durant la Itàlia Feixista | Prohibició del partit durant la Itàlia Feixista | Prohibició del partit durant la Itàlia Feixista |
| 1946 | Randolfo Pacciardi                              | 1,003,007 (6è)                                  | 4.4                                             | 23 / 556                                        | 23                                              |                                                 |                                                 |                                                 |                                                 |
| 1948 | Randolfo Pacciardi                              | 651,875 (6è)                                    | 2.5                                             | 9 / 574                                         | 14                                              | 594,178 (6è)                                    | 2.6                                             | 6 / 237                                         | Nou                                             |
| 1953 | Oronzo Reale                                    | 438,149 (8è)                                    | 1.6                                             | 5 / 590                                         | 4                                               | 261,713 (8è)                                    | 1.1                                             | 0 / 237                                         | 6                                               |
| 1958 | Oronzo Reale                                    | 405,782 (9è)                                    | 1.4                                             | 6 / 596                                         | 1                                               | 363,462 (9è)                                    | 1.4                                             | 0 / 246                                         | =                                               |
| 1963 | Oronzo Reale                                    | 420,213 (8è)                                    | 1.4                                             | 6 / 630                                         | =                                               | 223,350 (8è)                                    | 0.8                                             | 1 / 315                                         | =                                               |
| 1968 | Ugo La Malfa                                    | 626,533 (7è)                                    | 2.0                                             | 9 / 630                                         | 3                                               | 622,388 (7è)                                    | 2.2                                             | 2 / 315                                         | 2                                               |
| 1972 | Ugo La Malfa                                    | 954,357 (7è)                                    | 2.9                                             | 15 / 630                                        | 6                                               | 918,440 (7è)                                    | 3.0                                             | 5 / 315                                         | 3                                               |
| 1976 | Giovanni Spadolini                              | 1,135,546 (6è)                                  | 3.1                                             | 14 / 630                                        | 1                                               | 846,415 (6è)                                    | 2.7                                             | 7 / 315                                         | 2                                               |
| 1979 | Giovanni Spadolini                              | 1,110,209 (7è)                                  | 3.0                                             | 16 / 630                                        | 2                                               | 1,053,251 (7è)                                  | 3.4                                             | 6 / 315                                         | 1                                               |
| 1983 | Giovanni Spadolini                              | 1,874,512 (5è)                                  | 5.1                                             | 29 / 630                                        | 13                                              | 1,452,279 (5è)                                  | 4.7                                             | 11 / 315                                        | 5                                               |
| 1987 | Giorgio La Malfa                                | 1,428,663 (5è)                                  | 3.7                                             | 21 / 630                                        | 8                                               | 1,248,641 (5è)                                  | 3.9                                             | 8 / 315                                         | 3                                               |
| 1992 | Giorgio La Malfa                                | 1,722,465 (7è)                                  | 4.4                                             | 27 / 630                                        | 6                                               | 1,565,142 (7è)                                  | 4.5                                             | 10 / 315                                        | 2                                               |
| 1994 | Giorgio La Malfa                                | Dins el Pacte Segni                             | Dins el Pacte Segni                             | 1 / 630                                         | 26                                              | Dins Pacte per Itàlia                           | Dins Pacte per Itàlia                           | 0 / 315                                         | 10                                              |
| 1996 | Giorgio La Malfa                                | Dins els Populars                               | Dins els Populars                               | 2 / 630                                         | 1                                               | Dins L'Ulivo                                    | Dins L'Ulivo                                    | 0 / 315                                         | =                                               |
| 2001 | Giorgio La Malfa                                | Dins Forza Italia                               | Dins Forza Italia                               | 1 / 630                                         | 1                                               | Dins Forza Italia                               | Dins Forza Italia                               | 1 / 315                                         | 1                                               |
| 2006 | Francesco Nucara                                | Dins Forza Italia                               | Dins Forza Italia                               | 2 / 630                                         | 1                                               | Dins Forza Italia                               | Dins Forza Italia                               | 1 / 315                                         | =                                               |
| 2008 | Francesco Nucara                                | Dins el PdL                                     | Dins el PdL                                     | 2 / 630                                         | =                                               | Dins el PdL                                     | Dins el PdL                                     | 0 / 315                                         | 1                                               |
| 2013 | Francesco Nucara                                | 7,143 (21è)                                     | 0.02                                            | 0 / 630                                         | 2                                               | 8,476 (21è)                                     | 0.02                                            | 0 / 315                                         | =                                               |
| 2018 | Corrado De Rinaldis Saponaro                    | Coalició PRI-ALA                                | Coalició PRI-ALA                                | 0 / 630                                         | =                                               | Coalició PRI-ALA                                | Coalició PRI-ALA                                | 0 / 315                                         | =                                               |
| 2022 | Corrado De Rinaldis Saponaro                    | Dins Acció - IV                                 | Dins Acció - IV                                 | 0 / 400                                         | =                                               | Dins Acció - IV                                 | Dins Acció - IV                                 | 0 / 200                                         | =                                               |

### Parlament Europeu
| Any  | Líder                        | Vots                  | %                     | Escons                | +/–                   | Grup                  |
| ---- | ---------------------------- | --------------------- | --------------------- | --------------------- | --------------------- | --------------------- |
| 1979 | Giovanni Spadolini           | 896,139 (8è)          | 2.56                  | 2 / 81                | Nou                   | LD                    |
| 1984 | Giovanni Spadolini           | Coalició PRI-PLI      | Coalició PRI-PLI      | 2 / 81                | =                     | LDR                   |
| 1989 | Giorgio La Malfa             | Coalició PRI-PLI      | Coalició PRI-PLI      | 3 / 81                | 1                     | LDR                   |
| 1994 | Giorgio La Malfa             | 242,786 (12è)         | 0.74                  | 1 / 87                | 2                     | ELDR                  |
| 1999 | Giorgio La Malfa             | Coalició PRI-FdL      | Coalició PRI-FdL      | 1 / 87                | =                     | ELDR                  |
| 2004 | Giorgio La Malfa             | Coalició PRI-LS       | Coalició PRI-LS       | 0 / 78                | 1                     | –                     |
| 2009 | No van participar-hi.        | No van participar-hi. | No van participar-hi. | No van participar-hi. | No van participar-hi. | No van participar-hi. |
| 2014 | Francesco Nucara             | Dins l'Opció Europea  | Dins l'Opció Europea  | 0 / 73                | =                     | –                     |
| 2019 | Corrado de Rinaldis Saponaro | Dins Més Europa       | Dins Més Europa       | 0 / 76                | =                     | –                     |
| 2024 | Corrado de Rinaldis Saponaro | Dins Acció            | Dins Acció            | 0 / 76                | =                     | –                     |

### Eleccions regionals
| Any  | Líder              | Vots           | %   | Escons   | +/− |
| ---- | ------------------ | -------------- | --- | -------- | --- |
| 1970 | Ugo La Malfa       | 787,011 (8è)   | 2.9 | 18 / 720 | Nou |
| 1975 | Giovanni Spadolini | 961,797 (6è)   | 3.2 | 19 / 720 | 1   |
| 1980 | Giovanni Spadolini | 922,970 (6è)   | 3.0 | 18 / 720 | 1   |
| 1985 | Giovanni Spadolini | 1,280,563 (5è) | 4.0 | 25 / 720 | 7   |
| 1990 | Giorgio La Malfa   | 1,139,590 (6è) | 3.6 | 21 / 720 | 4   |

## Secretaris
A partir del 1945: 
- Randolfo Pacciardi (maig 1945)
- Oronzo Reale (febrer 1949)
- Oddo Biasini, Claudio Salmoni i Emanuele Terrana, secretaria col·legiada (juny 1964)
- Ugo La Malfa (març 1965)
- Oddo Biasini (març 1975)
- Giovanni Spadolini (setembre1979)
- Giorgio La Malfa (abril 1987)
- Giorgio Bogi, vicesecretari regent (febrer 1993)
- Giorgio La Malfa (gener 1994)
- Francesco Nucara (octubre 2001)